# Maratona di Rotterdam
La maratona di Rotterdam è una corsa podistica che si tiene ogni anno a Rotterdam dal 1981. Dall'edizione del 1984 viene organizzata nel mese di aprile.
Questa maratona produce generalmente tempi molto rapidi per la distanza, grazie al tracciato molto piatto ed alle condizioni meteorologiche solitamente ideali. Ha fatto eccezione l'edizione del 2007, che venne cancellata per un'ondata di caldo (34 °C) straordinaria per quel periodo dell'anno.
Il record del tracciato di William Kipsang, del 2008, di 2:05:49 venne superato l'anno successivo da Duncan Kibet, che corse con il terzo miglior tempo di sempre sulla distanza, in 2:04:27.

## Albo d'oro maschile

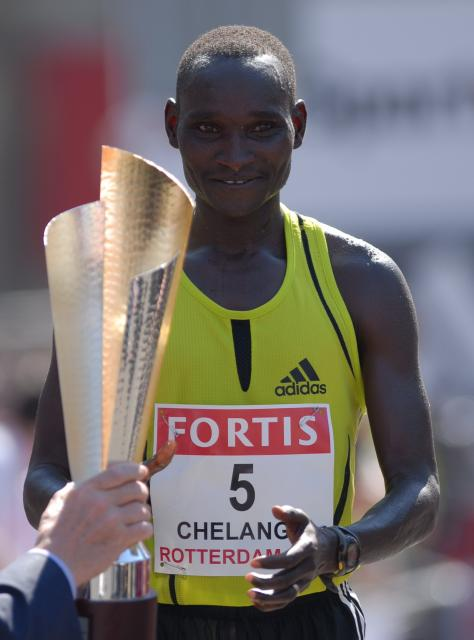
Joshua Chelanga riceve il trofeo dopo la vittoria del 2007

| Data            | Atleta                                 | Nazione                                | Tempo                                  | Note                                   |
| --------------- | -------------------------------------- | -------------------------------------- | -------------------------------------- | -------------------------------------- |
| 23 maggio 1981  | John Graham                            | Regno Unito                            | 2:09:28                                | Record della corsa                     |
| 22 maggio 1982  | Rodolfo Gómez                          | Messico                                | 2:11:57                                |                                        |
| 9 aprile 1983   | Robert de Castella                     | Australia                              | 2:08:37                                | Record della corsa                     |
| 14 aprile 1984  | Gidamis Shahanga                       | Tanzania                               | 2:11:12                                |                                        |
| 20 aprile 1985  | Carlos Lopes                           | Portogallo                             | 2:07:12                                | Record della corsa e mondiale          |
| 19 aprile 1986  | Abebe Mekonnen                         | Etiopia                                | 2:09:09                                |                                        |
| 18 aprile 1987  | Belayneh Densamo                       | Etiopia                                | 2:12:58                                |                                        |
| 17 aprile 1988  | Belayneh Densamo                       | Etiopia                                | 2:06:50                                | Record della corsa e mondiale          |
| 16 aprile 1989  | Belayneh Densamo                       | Etiopia                                | 2:08:39                                | 3ª vittoria                            |
| 22 aprile 1990  | Hiromi Taniguchi                       | Giappone                               | 2:10:56                                |                                        |
| 21 aprile 1991  | Robert de Castella                     | Australia                              | 2:09:42                                | 2ª vittoria                            |
| 5 aprile 1992   | Salvador García                        | Messico                                | 2:09:16                                |                                        |
| 18 aprile 1993  | Dionicio Cerón                         | Messico                                | 2:11:06                                |                                        |
| 17 aprile 1994  | Vincent Rousseau                       | Belgio                                 | 2:07:51                                |                                        |
| 23 aprile 1995  | Martín Fiz                             | Spagna                                 | 2:08:57                                |                                        |
| 28 aprile 1996  | Belayneh Densamo                       | Etiopia                                | 2:10:30                                | 4ª vittoria                            |
| 20 aprile 1997  | Domingos Castro                        | Portogallo                             | 2:07:51                                |                                        |
| 19 aprile 1998  | Fabián Roncero                         | Spagna                                 | 2:07:26                                |                                        |
| 18 aprile 1999  | Japhet Kosgei                          | Kenya                                  | 2:07:09                                |                                        |
| 16 aprile 2000  | Kenneth Cheruiyot                      | Kenya                                  | 2:08:22                                |                                        |
| 22 aprile 2001  | Josephat Kiprono                       | Kenya                                  | 2:06:50                                | Record della corsa eguagliato          |
| 21 aprile 2002  | Simon Biwott                           | Kenya                                  | 2:08:36                                |                                        |
| 13 aprile 2003  | William Kiplagat                       | Kenya                                  | 2:07:42                                |                                        |
| 4 aprile 2004   | Felix Limo                             | Kenya                                  | 2:06:14                                | Record della corsa                     |
| 10 aprile 2005  | Jimmy Muindi                           | Kenya                                  | 2:07:50                                |                                        |
| 9 aprile 2006   | Sammy Korir                            | Kenya                                  | 2:06:38                                |                                        |
| 15 aprile 2007  | Joshua Chelanga                        | Kenya                                  | 2:08:21                                |                                        |
| 13 aprile 2008  | William Kipsang                        | Kenya                                  | 2:05:49                                | Record della corsa                     |
| 5 aprile 2009   | Duncan Kibet                           | Kenya                                  | 2:04:27                                | Record della corsa                     |
| 11 aprile 2010  | Patrick Makau Musyoki                  | Kenya                                  | 2:04:48                                |                                        |
| 10 aprile 2011  | Wilson Chebet                          | Kenya                                  | 2:05:27                                |                                        |
| 15 aprile 2012  | Yemane Tsegay                          | Etiopia                                | 2:04:48                                | [ 1 ]                                  |
| 14 aprile 2013  | Tilahun Regassa                        | Etiopia                                | 2:05:38                                |                                        |
| 13 aprile 2014  | Eliud Kipchoge                         | Kenya                                  | 2:05:00                                |                                        |
| 12 aprile 2015  | Abera Kuma                             | Etiopia                                | 2:06:47                                |                                        |
| 10 aprile 2016  | Marius Kipserem                        | Kenya                                  | 2:06:11                                |                                        |
| 9 aprile 2017   | Marius Kimutai                         | Kenya                                  | 2:06:04                                |                                        |
| 8 aprile 2018   | Kenneth Kipkemoi                       | Kenya                                  | 2:05:44                                |                                        |
| 7 aprile 2019   | Marius Kipserem                        | Kenya                                  | 2:04:11                                | Record della corsa, seconda vittoria   |
| 2020            | cancellata per la Pandemia di Covid-19 | cancellata per la Pandemia di Covid-19 | cancellata per la Pandemia di Covid-19 | cancellata per la Pandemia di Covid-19 |
| 24 Ottobre 2021 | Bashir Abdi                            | Belgio                                 | 2:03:36                                | Record della Corsa                     |
| 10 Aprile 2022  | Abdi Nageeye                           | Paesi Bassi                            | 2:04:56                                |                                        |
| 16 Aprile 2023  | Bashir Abdi                            | Belgio                                 | 2:03:47                                |                                        |
| 14 Aprile 2024  | Abdi Nageeye                           | Paesi Bassi                            | 2:04:45                                |                                        |

## Albo d'oro femminile

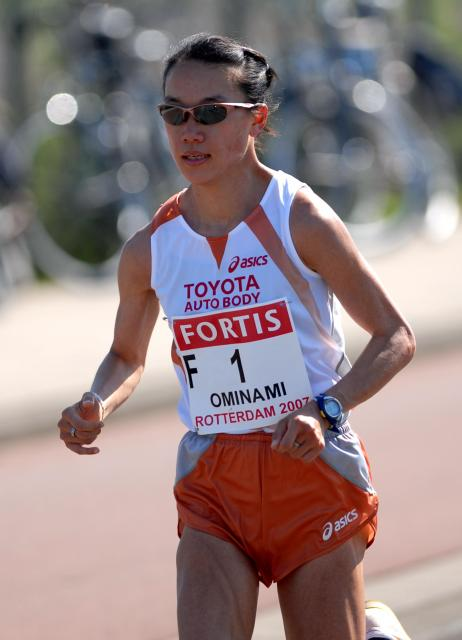
Hiromi Ominami durante la sua corsa vittoriosa nel 2007

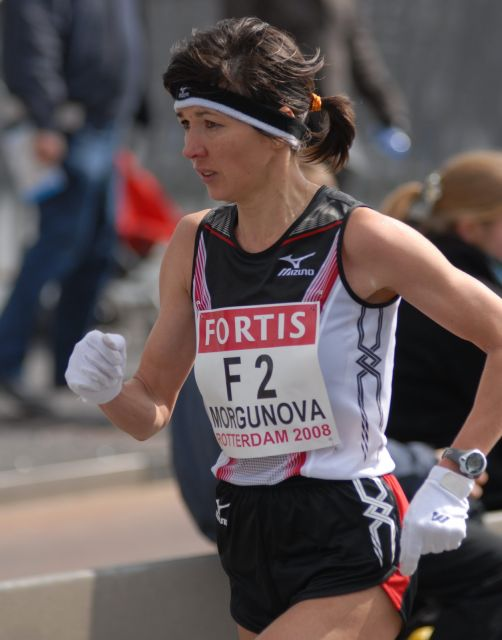
Lyubov Morgunova durante la sua corsa vittoriosa nel 2008

| Data            | Atleta                                 | Nazione                                | Tempo                                  | Note                                   |
| --------------- | -------------------------------------- | -------------------------------------- | -------------------------------------- | -------------------------------------- |
| 23 maggio 1981  | Marja Wokke                            | Paesi Bassi                            | 2:43:23                                | Record della corsa                     |
| 22 maggio 1982  | Mathilde Heuing                        | Germania Ovest                         | 2:54:03                                |                                        |
| 9 aprile 1983   | Rosa Mota                              | Portogallo                             | 2:32:27                                | Record della corsa                     |
| 14 aprile 1984  | Carla Beurskens                        | Paesi Bassi                            | 2:34:56                                |                                        |
| 20 aprile 1985  | Wilma Rusman                           | Paesi Bassi                            | 2:35:32                                |                                        |
| 19 aprile 1986  | Ellinor Ljungros                       | Svezia                                 | 2:41:06                                |                                        |
| 18 aprile 1987  | Nelly Aerts                            | Belgio                                 | 2:41:24                                |                                        |
| 17 aprile 1988  | Xiao Hongyan                           | Cina                                   | 2:37:46                                |                                        |
| 16 aprile 1989  | Elena Murgoci                          | Romania                                | 2:32:03                                | Record della corsa                     |
| 22 aprile 1990  | Carla Beurskens                        | Paesi Bassi                            | 2:29:47                                | Record della corsa, 2ª vittoria        |
| 21 aprile 1991  | Joke Kleijweg                          | Paesi Bassi                            | 2:34:18                                |                                        |
| 5 aprile 1992   | Aurora Cunha                           | Portogallo                             | 2:29:14                                | Record della corsa                     |
| 18 aprile 1993  | Anne van Schuppen                      | Paesi Bassi                            | 2:34:15                                |                                        |
| 17 aprile 1994  | Miyoko Asahina                         | Giappone                               | 2:25:52                                | Record della corsa                     |
| 23 aprile 1995  | Mónica Pont                            | Spagna                                 | 2:30:34                                |                                        |
| 28 aprile 1996  | Lieve Slegers                          | Belgio                                 | 2:28:06                                |                                        |
| 20 aprile 1997  | Tegla Loroupe                          | Kenya                                  | 2:22:07                                | Record della corsa                     |
| 19 April 1998   | Tegla Loroupe                          | Kenya                                  | 2:20:47                                | Record della corsa e mondiale          |
| 18 aprile 1999  | Tegla Loroupe                          | Kenya                                  | 2:22:48                                | 3ª vittoria                            |
| 16 aprile 2000  | Ana Isabel Alonso                      | Spagna                                 | 2:30:21                                |                                        |
| 22 aprile 2001  | Susan Chepkemei                        | Kenya                                  | 2:25:45                                |                                        |
| 21 aprile 2002  | Takami Ominami                         | Giappone                               | 2:23:43                                |                                        |
| 13 aprile 2003  | Olivera Jevtić                         | Serbia e Montenegro                    | 2:25:23                                |                                        |
| 4 aprile 2004   | Zhor El Kamch                          | Marocco                                | 2:26:10                                |                                        |
| 10 aprile 2005  | Lornah Kiplagat                        | Paesi Bassi                            | 2:27:36                                |                                        |
| 9 aprile 2006   | Gishu Mindaye                          | Etiopia                                | 2:28:30                                |                                        |
| 15 aprile 2007  | Hiromi Ominami                         | Giappone                               | 2:26:36                                |                                        |
| 13 aprile 2008  | Lyubov Morgunova                       | Russia                                 | 2:25:10                                |                                        |
| 5 aprile 2009   | Nailya Yulamanova                      | Russia                                 | 2:26:30                                |                                        |
| 11 aprile 2010  | Aberu Kebede                           | Etiopia                                | 2:25:25                                |                                        |
| 10 aprile 2011  | Philes Ongori                          | Kenya                                  | 2:24:20                                |                                        |
| 15 aprile 2012  | Tiki Gelana                            | Etiopia                                | 2:18:58                                |                                        |
| 14 aprile 2013  | Jemima Sumgong                         | Kenya                                  | 2:23:27                                |                                        |
| 13 aprile 2014  | Abebech Afework                        | Etiopia                                | 2:27:50                                |                                        |
| 12 aprile 2015  | Asami Kato                             | Giappone                               | 2:26:30                                |                                        |
| 10 aprile 2016  | Letebrhan Haylay                       | Etiopia                                | 2:26:15                                |                                        |
| 9 aprile 2017   | Meskerem Assefa                        | Etiopia                                | 2:24:18                                |                                        |
| 8 aprile 2018   | Visiline Jepkesho                      | Kenya                                  | 2:23:47                                |                                        |
| 7 aprile 2019   | Ashete Bekere                          | Etiopia                                | 2:22:55                                |                                        |
| 2020            | cancellata per la Pandemia di Covid-19 | cancellata per la Pandemia di Covid-19 | cancellata per la Pandemia di Covid-19 | cancellata per la Pandemia di Covid-19 |
| 24 Ottobre 2021 | Stella Barsosio                        | Kenya                                  | 2:22:08                                |                                        |
| 10 Aprile 2022  | Haven Hailu Desse                      | Kenya                                  | 2:22:01                                |                                        |
| 16 Aprile 2023  | Eunice Chumba                          | Bahrein                                | 2:20.31                                |                                        |
| 14 Aprile 2024  | Ashete Bekere                          | Etiopia                                | 2:19.30                                |                                        |